# Гаррі Рапф
Гаррі Рапф (англ. Harry Rapf; 16 жовтня 1882, Нью-Йорк — 6 лютого 1949, Лос-Анджелес) — американський продюсер. Він почав свою кар'єру в 1917 році, і протягом 20-річної кар'єри став відомим продюсером фільмів для Metro-Goldwyn-Mayer. Він створив комедійний дует «Дена і Артура» за участю Карла Дена і Джорджа К. Артура наприкінці 1920-х років.
Рапф також був одним із членів-засновників Академії кінематографічних мистецтв і наук. Він був похований на кладовищі в Східному Лос-Анджелесі, штат Каліфорнія.
Його син був сценаристом Морісом Рапфом.

## Фільмографія
- Сьогодні / To-Day (1917)
- Випадковий медовий місяць / The Accidental Honeymoon (1918)
- Гріхи дітей / The Sins of the Children (1918)
- Розшукується за вбивство / Wanted for Murder (1918)
- Вуличні герої / Heroes of the Street (1922)
- Латунь / Brass (1923)
- Лукреція Ломбард / Lucretia Lombard (1923)
- Браун з Гарварду / Brown of Harvard (1926)
- Голлівудське рев'ю 1929 року / The Hollywood Revue of 1929 (1929)
- Мін і Білл / Min and Bill (1930)
- Чемпіон / The Champ (1931)
- Одержима / Possessed (1931)
- Емма / Emma (1932)
- Відважні коханці / Lovers Courageous (1932)
- Пристрасний водопровідник / The Passionate Plumber (1932)
- Потвори / Freaks (1932)
- Розлучення в сім'ї / Divorce in the Family (1932)
- Бродвей в Голлівуді / Broadway to Hollywood (1933)
- Шеф / The Chief (1933)
- Крістофер Бін / Christopher Bean (1933)
- Голлівудська вечірка / Hollywood Party (1934)
- Зла жінка / A Wicked Woman (1934)
- Мертвий чоловік / The Murder Man (1935)
- Джентльмен / The Perfect Gentleman (1935)
- Міцний чолов'яга / Tough Guy (1936)
- Ми йдемо в коледж / We Went to College (1936)
- Джим з Пікаділлі / Piccadilly Jim (1936)
- Старий Хатч / Old Hutch (1936)
- Божевільне свято / Mad Holiday (1936)
- Шпигунство / Espionage (1937)
- Вони дали йому пістолет / They Gave Him a Gun (1937)
- Живіть, любіть і навчайтесь / Live, Love and Learn (1937)
- Чистокровні не плачуть / Thoroughbreds Don't Cry (1937)
- Негідник з Брімстоун / The Bad Man of Brimstone (1937)
- Усі співають / Everybody Sing (1938)
- З однієї стайні / Stablemates (1938)
- Дівчина знизу / The Girl Downstairs (1938)
- Друзі та вороги Америки / Let Freedom Ring (1939)
- Крижане божевілля / The Ice Follies of 1939 (1939)
- Генрі їде в Арізоні / Henry Goes Arizona (1939)
- Галантна Бесс / Gallant Bess (1946)
- Місце злочину / Scene of the Crime (1949)